# 克兰顿 (阿拉巴马州)
克兰顿（英語：Clanton），是美国阿拉巴马州下属的一座城市，亦是奇尔顿县的縣城。面积约为21.94平方英里（约合56.81平方公里）。根据2000年人口普查，该市有人口7,800人。根据2010年人口普查，该市有人口8,619人，人口密度为392.93/平方英里（约合151.72/平方公里）。

## 地理
克兰顿的座標為32°30′08″N 86°22′27″W / 32.5023316°N 86.3741477°W（32.839810,-86.628188)）。根據2000年人口普查，本城面積為20.4平方英里（52.84平方），其中20.3平方英里（52.58平方）為陸地，0.04平方英里（0.10平方）為水域。